# Louis Gantois
Louis Gantois (Saint-Maur-des-Fossés, Val-de-Marne, 15 de novembro de 1929 - Cannes, 26 de fevereiro de 2011) foi um ex-canoísta francês especialista em provas de velocidade.

## Carreira
Foi vencedor da medalha de bronze em K-1 1000 m em Helsinquia 1952.